# 盡頭的回憶
盡頭的回憶（韓語：막다른 골목의 추억）是一部由日本作家吉本芭娜娜于2003年创作的短篇小说集，于2003年7月30日由文艺春秋刊行，由5篇短篇小说组成。盡頭的回憶收录的5篇小说都有单独发行的情况，2006年，该书由文春文库发行电子版。2019年，根据《盡頭的回憶》拍摄的同名电影在日本和韩国上映。
该作品的献词是“献给藤子·F·不二雄”。